# Гвєздославов
Гвєздославов (словац. Hviezdoslavov, угор. Vörösmajor) — село, громада в окрузі Дунайська Стреда, Трнавський край, західна Словаччина. Кадастрова площа громади — 10,540 км². Населення — 1577 осіб (за оцінкою на 31 грудня 2017 р.).

## Історія
Перша згадка 1402 року як Nemčok. Історичні назви: з 1902-го як Nemethsok.
Громада (obec) Hviezdoslavov створена 1936 року відокремленням від громади Štvrtok na Ostrove a Mierovo, на яких за земельної реформи 1921 року оселились словацькі колоністи. 1922 року колоністи створили тут першу словацьку школу на Житньому острові.
У 1938—1945 рр. — під окупацією Угорщини. У 1940—1945 рр. підпорядковане Štvrtok na Ostrove.

## Географія
Село знаходиться на Дунайській низовині в західній частині Житнього острова. Висота над рівнем моря в центрі — 125 м, територією — від 125 до 127 м н. р. м. Протікає канал Томашов-Легниці.

## Населення
| Рік:            | 1994. | 2004.    | 2014.     | 2024.     |
| --------------- | ----- | -------- | --------- | --------- |
| Кількість осіб: | 270   | 359      | 974       | 3772      |
| Різниця:        |       | +32,96 % | +171,30 % | +287,26 % |

| Рік:            | 2023. | 2024.   |
| --------------- | ----- | ------- |
| Кількість осіб: | 3446  | 3772    |
| Різниця:        |       | +9,46 % |